# Trương Mỹ Lan
Trương Mỹ Lan (em chinês:  張美蘭, nascida em 13 de outubro de 1956) é uma empresária vietnamita e criminosa condenada. Ela é a fundadora do Grupo Vạn Thịnh Phát, um grupo de empreendimento imobiliário. Em Outubro de 2022, foi presa por usar pedidos de empréstimo falsos para desfalcar mais de 12,5 mil milhões de dólares do Sai Gon Joint Stock Commercial Bank, que ela controlava através de mais de duas dezenas de intermediários. Isso causou uma corrida aos bancos.
Em março de 2024, teve início o julgamento por apropriação indébita, suborno e violação de regulamentos bancários. É considerado o maior escândalo de corrupção na história do Sudeste Asiático. Em 11 de abril de 2024, Lan foi condenada à pena de morte por um dos maiores casos de corrupção do Vietnã.
O julgamento foi o capítulo mais dramático até o momento da campanha anticorrupção, chamada “Fornalha Ardente”, liderada pelo secretário-geral do Partido Comunista, Nguyen Phu Trong, e pelas autoridades vietnamitas.